# Ramal C7 del Ferrocarril Belgrano
El Ramal C7 pertenece al Ferrocarril General Belgrano, Argentina.

## Ubicación
Se ubica en la provincia de Santiago del Estero dentro de los departamentos Banda y Juan Francisco Borges.

## Características
Es un ramal secundario de la red de vía estrecha del Ferrocarril General Belgrano, cuya extensión era de 29,9 km entre las cabeceras Clodomira y Santiago CC. Sus vías se encuentran abandonadas y en ruinas, sin embargo están bajo operación de la empresa estatal Trenes Argentinos Cargas.
Fue inaugurado por el Ferrocarril Central Norte Argentino en 1906.